# Monestir de Bidaurreta
El Monestir de Santa Clara de Bidaurreta, conegut habitualment com a Monestir de Bidaurreta i l'advocació del qual és de la Santíssima Trinitat, és un convent de monges clarisses a la localitat d'Oñati (Guipúscoa, el País Basc). El Monestir va ser fundat el 1510 per Juan López de Lazarraga, comptador major dels Reis Catòlics, i la seva esposa Juana de Gamboa, per servir de sepultura a la família. Bé d'interès cultural (BIC), és monument històric artístic d'interès nacional des del 1980.

## Arquitectura

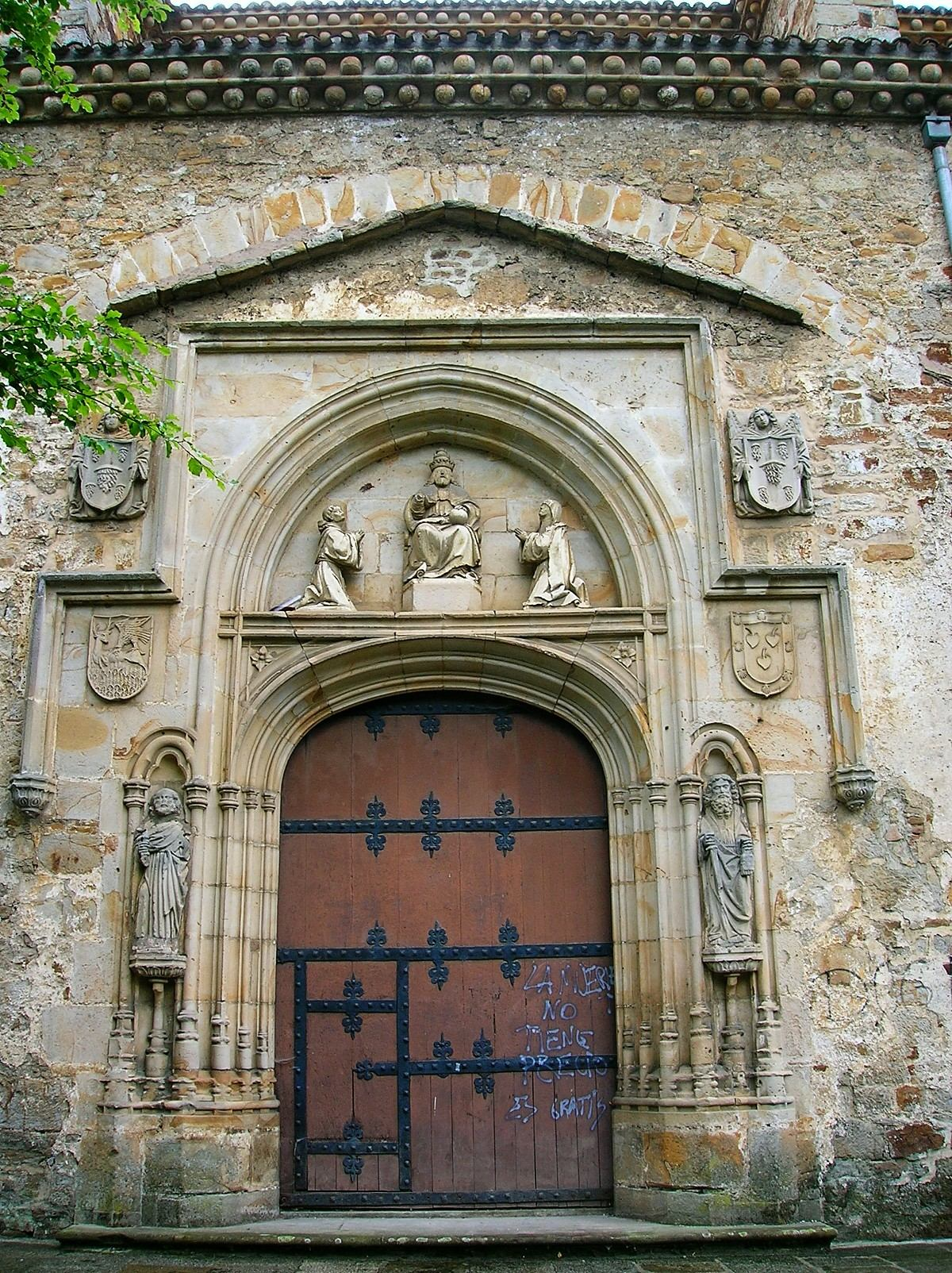
Portada gòtica de la façana nord, amb decoració escultòrica.

L'església és de planta de creu llatina, amb nau de tres trams, braç transversal o creuer, i capçalera de tres panys. Les voltes dels trams són de creueria complexa amb tercelets. El tram anterior cobreix el cor alt, que posseeix rerecor també voltat. Adossades a la nau longitudinal hi ha cinc capelles laterals de més baixa altura que aquella i igual amplada que el braç transversal, per la qual cosa a l'exterior el temple dona la sensació d'ésser rectangular. El creuer i les capelles allotgen diversos retaules i imatges d'època barroca. L'accés al temple es fa pel seu frontispici occidental, on l'obertura no és més que una senzilla porta adovellada. A la façana nord existeix una portalada gòtica amb timpà i decoració escultòrica que dona l'accés a una de les capelles laterals del costat de l'Evangeli.
Conflueixen a l'edifici tres estils. l'gòtic isabelí es copsa sobretot als murs exteriors, decorats a base d'escuts amb els emblemes dels Reis Catòlics sostinguts per àguiles i cornises amb doble fistó de boles. El renaixentista està present a l'auster sepulcre dels fundadors i al retaule plateresc de dos cossos, datat el 1533 i obra del tallista Juan de Olazaran, que cronològicament pot ser el primer renaixentista de Guipúscoa. Tots dos elements se situen al braç nord del creuer. I el mudèjar, els elements característics del qual mostren el claustre i el teginat del refetor, els quals formen part de la clausura.
El retaule major de l'església és d'un sumptuós estil barroc en transició al rococó, realitzat entre 1751 i 1753, amb maçoneria sense daurar, el que brinda un fons fosc sobre el que contrasten gran nombre de talles policromades de sants i un coronament de la Verge entre el Pare i el Fill, conformant una escenografia molt dinàmica i efectista. Com a curiositat, el 2008 es va trobar a Bidaurreta el plànol més antic de la Catedral de Sevilla.